# Обыкновенные морские иглы
Обыкновенные морские иглы (лат. Syngnathus) — род морских рыб семейства игловых (Syngnathidae).
Представители рода достигают размеров от 2,5 до 30 см. Тело очень втянутое, игловидное, узкое. Панцирь с костными туловищными кольцами. Рыло закругленное, в виде трубки, занимает более половины длины головы. Спинной плавник с 29—39 лучами. Грудные и хвостовые плавники имеются. В окраске преобладают светлые, темно-коричневые цвета, блестяще зеленоватая. Самки меньше самцов.
Часто держатся перпендикулярно дну в морских водорослях или траве. Нерест приходится на весну-лето. Самка выметывает 200—400 икринок, которые переносятся в выводковую сумку (камеру) самца, образуемую двумя складками. Развитие икры длится 5 недель. 
Продолжительность жизни два-три года.

## Систематика
Вот некоторые виды рода:
- Итальянская рыба-игла (Syngnathus abaster Risso, 1827)
- Syngnathus acicularis Jenyns, 1842
- Обыкновенная морская игла (Syngnathus acus Linnaeus, 1758)
- Syngnathus affinis Günther, 1870
- Syngnathus auliscus Swain, 1882
- Syngnathus californiensis Storer, 1845
- Syngnathus caribbaeus Dawson, 1979
- Syngnathus carinatus Gilbert, 1892
- Syngnathus chorda Walbaum, 1792
- Syngnathus dawsoni Herald, 1969
- Syngnathus euchrous Fritzsche, 1980
- Syngnathus exilis Osburn & Nichols, 1916
- Syngnathus fistulatus Peters, 1868
- Syngnathus floridae Jordan & Gilbert, 1882
- Syngnathus folletti Herald, 1942
- Северная морская игла (Syngnathus fuscus Storer, 1839)
- Syngnathus insulae Fritzsche, 1980
- Syngnathus leptorhynchus Girard, 1854
- Syngnathus louisianae Günther, 1870
- Syngnathus macrobrachium Fritzsche, 1980
- Syngnathus macrophthalmus Duncker, 1915
- Syngnathus makaxi Herald et Dawson, 1972
- Syngnathus pelagicus Linnaeus, 1758
- Шиповатая рыба-игла (Syngnathus phlegon Risso, 1827)
- Малоносая рыба-игла (Syngnathus rostellatus Nilsson, 1855)
- Syngnathus safina Paulus, 1992
- Syngnathus schlegeli Kaup, 1856
- Черноморская шиповатая игла-рыба (Syngnathus schmidti Popov, 1927)
- Syngnathus scovelli Evermann & Kendall, 1896
- Syngnathus springeri Herald, 1942
- Syngnathus taenionotus Canestrini, 1871
- Тонкорылая игла-рыба (Syngnathus tenuirostris Rathke, 1837)
- Длиннорылая рыба-игла (Syngnathus typhle Linnaeus, 1758)
- Толсторылая игла-рыба (Syngnathus variegatus Pallas, 1814)
- Syngnathus watermeyeri Smith, 1963